# Eduardo Haro Ibars
Eduardo Haro Ibars (Madrid, 30 de abril de 1948 - ídem, 16 de agosto de 1988) fue un poeta, novelista, periodista y ensayista español.
Fue el autor de una obra poética de marcado carácter vanguardista y surrealista, que fue musicada por grupos como Orquesta Mondragón. Su ensayo Gay Rock (1974) contribuyó a popularizar en España grupos como The Velvet Underground y la estética glam rock, y le convirtió posteriormente en una figura destacada de la Movida madrileña. Asimismo, desarrolló una activa labor periodística y publicó narrativa fantástica. El mundo underground, las drogas, el erotismo homosexual y la muerte fueron temas transversales en su obra.

## Biografía

### Inicios y adolescencia
Nieto del periodista y comediógrafo Eduardo Haro Delage e hijo del periodista y ensayista Eduardo Haro Tecglen y la periodista Pilar Yvars Tecglen, Eduardo Haro Ibars nació en Madrid el 30 de abril de 1948. Durante su adolescencia en Tánger (Marruecos), conoció a los escritores Paul Bowles, Jane Bowles, William Seward Burroughs y el pintor Francis Bacon.
Al igual que Leopoldo María Panero, amigo en sus inicios, fue uno de los principales representantes de jóvenes de la etapa final del franquismo que tuvieron contactos con la clandestinidad antifranquista y fueron pioneros en el uso de drogas y la experimentación sexual. Haro Ibars era bisexual y formó parte de los inicios del movimiento de liberación gay de Madrid, colaborando con el Frente Homosexual de Acción Revolucionaria (FHAR) (1976-1977), que después se integraría en el FLHOC. Asimismo, mantuvo tendencias libertarias y colaboró con la Liga Comunista Revolucionaria (LCR). El uso de heroína y otras drogas desempeñó un papel central en su vida y obra, y junto a la asunción de una posición de marginalidad le granjeó una reputación de poeta maldito (que él reformulaba como "maldecido"). A mediados de los años ochenta contrajo el sida debido al uso de drogas intravenosas sin medidas adecuadas, lo que acabaría provocando su muerte en 1988.

### Gay Rocky poesía
En 1972 publicó sus primeros poemas, de corte surrealista, en Papeles de Son Armadans. Su primer libro, editado por Ediciones Júcar en buena medida gracias a la intercesión de su amigo el escritor y traductor gijonés Mariano Antolín Rato, es Gay Rock (1974), una obra ensayística sobre el glam rock, género musical en boga por aquellos años, del que derivó el punk, fenómeno que tampoco dejó indiferente a Eduardo, como demuestran artículos como "Punks y punkettes, salid de vuestras alcantarillas", publicado en el número 839 del semanario antifranquista Triunfo.
Su siguiente obra fue el poemario Pérdidas blancas (1978), de carácter erótico, semibiográfico y surrealista, que fue galardonada dos años antes con el  Premio de Poesía Puente Cultural estando como jurado Luis Antonio de Villena, con quien establecería amistad. A él le siguió Empalador (1980), con influencia del vampirismo anglosajón y que continúa explorando temas como el erotismo y la muerte, y Sex Fiction (1981), con elementos del punk. En rojo (1985), su último poemario, introduce elementos de subversión política y sus experiencias con la heroína, como también lo había hecho su coetáneo Leopoldo María Panero. Este tema fue tratado también en su ensayo periodístico ¿De qué van las drogas? (1978). En 2001 se publicó una edición de su poesía completa bajo el título Obra poética (Huerga y Fierro), con un prólogo de Francisco Nieva.
Sus versos fueron musicalizados por la Orquesta Mondragón,  Azul y Negro y Gabinete Caligari («Pecados más dulces que un zapato de raso»). Los miembros de este grupo, junto a su hermano Eugenio (miembro de Glutamato Ye-Yé y, junto a ellos, de la banda Rigor Mortis), realizaron actuaciones acompañando lecturas poéticas de Eduardo bajo el nombre de Gelatina Dura, extraído de un verso («allá tras las montañas de gelatina dura») del poema «Soles gemelos» (Empalador, 1980). Eduardo fue distinguido con el premio Micrófono de Oro de la sala Rock-Ola, central en la escena de la Movida madrileña.

### Prosa y prensa
A comienzos de los años 80, el poeta se dio a conocer como narrador con la publicación de algunos relatos de ciencia ficción. A raíz de la publicación de El polvo azul: Cuentos del nuevo mundo eléctrico (1985), que inauguró la colección de Ediciones Libertarias dedicada a la nueva narrativa española, el escritor apuntó: "Lo que escribo ha de verse como separado de cualquier tipo de escuela o capilla que en este momento funcione. Digo esto con el mayor respeto hacia mis contemporáneos; pero espero que ese respeto me permita, siempre, tomar distancias". Su última obra fue Intersecciones, publicada de manera póstuma en 1991 con dos emotivos prólogos de sus padres. No obstante, quedó sin publicar el conjunto de estampas del Madrid contracultural Madrid la Tricolor (1986), que conectaba con la memoria republicana subterránea y fue el último texto que completó en vida.
Asimismo, desarrolló una actividad periodística y como columnista en medios como TVE, Diario 16 o Liberación y los semanarios Triunfo (donde publicó la columna “Cultura a la contra”), Tiempo de Historia, Ozono y Zutik!. A través de ella contribuyó a difundir prácticas de la cultura underground y los discursos críticos de los nuevos movimientos contraculturales para una variedad de públicos.

### Muerte y homenajes
Eduardo muere el 16 de agosto de 1988 por complicaciones derivadas del sida. El 29 de noviembre de ese año se organizó un homenaje en el Palacio Longoria, en el que participaron su hermano Eugenio, los periodistas Carlos Tena y Jesús Ordovás y músicos como El Zurdo.
En 2005 se publicó la biografía Eduardo Haro Ibars: los pasos del caído, de J. Benito Fernández. La obra seguía a El contorno del abismo (1999), que el autor había escrito sobre Leopoldo María Panero, y como ella buscaba retratar los avatares de la «generación perdida» española. Haro Ibars aparece  también de forma prominente en las obras Madrid ha muerto (1999) y Malditos (2010) (como Emilio Jordán), de Luis Antonio de Villena.

## Libros

### Ensayo
- Gay Rock, Madrid, Júcar, 1975.
- De qué van las drogas, Madrid, La Piqueta, 1978.
- Cultura y memoria «a la contra». Artículos en las revistas Triunfo y Tiempo de Historia (1975-1982). Postmetrópolis, 2016.

### Poesía
- Pérdidas blancas, Madrid, Libros Dante, 1978.
- Empalador, Madrid, La Banda de Moebius, 1980.
- Sex Fiction, Madrid, Hiperión, 1981.
- En rojo, Madrid, Libertarias, 1985.
- Obra poética, Madrid, Huerga & Fierro, 2001.

### Narrativa
- El polvo azul: Cuentos del nuevo mundo eléctrico, Madrid, Libertarias, 1985.
- El libro de los héroes, Madrid, Arnao, 1985.
- Intersecciones, Madrid, Libertarias, 1991.

### Traducción
- El sepulcro. Prólogo, traducción y notas de Eduardo Haro Ibars. H. P. Lovecraft, Júcar, 1974.